# Smack That
 (mai 2008).
Si vous disposez d'ouvrages ou d'articles de référence ou si vous connaissez des sites web de qualité traitant du thème abordé ici, merci de compléter l'article en donnant les références utiles à sa vérifiabilité et en les liant à la section « Notes et références ».
Singles par Akon
Pot of Gold
(2005) I Wanna Love You
(2006)
Singles par Eminem
Shake That
(2006) You Don't Know
(2006)
Pistes de Konvicted
Blown Away
(2) I Wanna Fuck You
(4)
Smack That est le premier single issu de l'album Konvicted d'Akon, en duo avec Eminem.

## Succès
Le single débute à la 95e position du Billboard Hot 100 le 28 septembre 2006. La chanson bat des records sa deuxième semaine, gagnant 88 places pour atteindre le 7e rang. La chanson finira 2e au Billboard Hot 100.
À partir du 20 octobre 2006, la chanson atteint le numéro un des téléchargements sur iTunes.
Au Royaume-Uni, il débute 12e au UK Singles Chart des téléchargements et puis est no 1 la semaine suivante avec les ventes « physiques » de CD, devenant le deuxième #1 d'Akon après Lonely et le 7e pour Eminem. En Australie, le single entre à la 5e place, avant d'atteindre la 1re place le 31 décembre.

## Récompenses et nominations
Smack That a été nommé au Grammy Award de la meilleure collaboration rap/chant durant la Grammy Awards 2007, mais perd face à Justin Timberlake et T.I. pour My Love. Il a été également nommé pour Most Earthshattering Collaboration aux MTV Video Music Awards de 2007, mais perd face à Beautiful Liar de Beyoncé et Shakira.
La chanson a été classée 69e du Top 100 des Hits de 2007 de MTV Asia.

## Signification
Le verbe anglais to smack peut se traduire en français par « gifler » ou « fesser ». En effet, la chanson parle d'une fille qui « aime les fessées ».

## Clip
Le clip de la chanson est une sorte de remake du film 48 Heures de 1982. Akon est un détenu qui est libéré de la prison par un policier (joué par Eric Roberts), qui recherche un témoin. Akon est libéré pour 24 heures pour faire ce qu'il veut et pour trouver le témoin, une femme. Il a une photo d’elle et est informé que le témoin est dans une boîte de nuit. Tandis qu'il est dans le club, il rencontre le rappeur et ami Eminem. La vidéo contient également des caméos de Lil Fizz de B2K, Layzie Bone de Bone Thugs-n-Harmony, Kendra Wilkinson de E!'s The Girls Next Door et le rappeur Fat Joe.

## Remix
- Un remix de Smack That avec Stat Quo et Bobby Creekwater est présent sur Eminem Presents: The Re-Up. Il contient des paroles inutilisés d'Akon.
- Une version alternative de Smack That est la version « NBA », également chantée par Akon. Il a changé les paroles pour les rapporter au basket-ball.

## Pistes
| 1. | Smack That (feat. Eminem)       | 3:32 |
| 2. | Miss Melody (avec Miri Ben-Ari) | 5:44 |
| 3. | Senegal                         | 2:51 |
| 4. | Smack That (clip)               | 3:32 |

## Classement
| Classement (2006-07)                    | Meilleure position |
| --------------------------------------- | ------------------ |
| Allemagne (Media Control AG)            | 5                  |
| Australie (ARIA)                        | 2                  |
| Autriche (Ö3 Austria Top 40)            | 9                  |
| Belgique (Flandre Ultratop 50 Singles)  | 3                  |
| Belgique (Wallonie Ultratop 50 Singles) | 4                  |
| Danemark (Tracklisten)                  | 14                 |
| Europe (Hot 100)                        | 1                  |
| Finlande (Suomen virallinen lista)      | 3                  |
| France (SNEP)                           | 4                  |
| Hongrie (Rádiós Top 40)                 | 1                  |
| Hongrie (Dance Top 40)                  | 1                  |
| Hongrie (Single Top 40)                 | 1                  |
| Irlande (IRMA)                          | 1                  |
| Italie (FIMI)                           | 17                 |
| Pays-Bas (Single Top 100)               | 10                 |
| Nouvelle-Zélande (RMNZ)                 | 1                  |
| Norvège (VG-lista)                      | 1                  |
| Slovaquie (IFPI Rádio)                  | 1                  |
| Suède (Sverigetopplistan)               | 3                  |
| Suisse (Schweizer Hitparade)            | 3                  |
| Royaume-Uni (UK Singles Chart)          | 1                  |
| Royaume-Uni (UK R&B Chart)              | 1                  |
| États-Unis (Hot 100)                    | 2                  |
| États-Unis (R&B/Hip-Hop Songs)          | 34                 |
| États-Unis (Pop Airplay)                | 4                  |
| États-Unis (Hot Latin Songs)            | 44                 |

### Certifications
| Pays       | Certification                      |
| ---------- | ---------------------------------- |
| Australie  | Platine                            |
| Canada     | 8x platine (sonnerie téléphonique) |
| États-Unis | 2 × Platine                        |
| Suède      | Platine                            |